# Kemankeş
Kemankeş ist ein türkischer Marschflugkörper der aus der Luft gestartet wird (ALCM) und von dem türkischen Rüstungsunternehmen Baykar Technologies entwickelt und hergestellt wird. Der Name Kemankeş leitet sich von türkischen Bogenschützen ab, die ihre Ziele auch unter schwierigsten Bedingungen bekämpften.

## Entwicklung
Die Entwicklung der Bayraktar Kemankeş wurde erstmals am 10. April 2023 bekannt gegeben. Auf der Luftfahrtmesse Teknofest, die Ende April 2023 in Istanbul stattgefunden hat, wurde die Bayraktar Kemankeş daraufhin erstmals öffentlich präsentiert. Am 2. Juni 2023 wurde der Flugkörper zum ersten Mal von einer Bayraktar TB2 abgefeuert. Der Test war erfolgreich, das Zielgebiet in 20 km Entfernung wurde erreicht.

## Technik
Der Marschflugkörper soll auf den Plattformen Bayraktar TB2, Bayraktar TB3, Bayraktar Akıncı und Bayraktar Kızılelma zum Einsatz kommen. Die maximale Flugzeit soll bei etwa einer Stunde liegen. Der Marschflugkörper soll vollkommen autonom fliegen können und der Autopilot soll durch künstliche Intelligenz unterstützt werden. Laut Baykar soll der Kemankeş eine neue Waffenkategorie bilden, nämlich die sogenannten „intelligenten Mini-Marschflugkörper“. Im weitesten Sinne soll es sich um Loitering Munition handeln. Zudem soll die Waffe Aufgaben im Bereich der Aufklärung und Überwachung übernehmen können. Die Kemankeş soll über verschiedene Systeme verfügen, zum Beispiel im Bereich der Elektronischen Gegenmaßnahmen, um einem breiten Spektrum von Arten der Elektronischen Kriegsführung standzuhalten. Sowohl tagsüber als auch nachts und bei schlechten Wetterlagen soll der Marschflugkörper präzise einsetzbar sein.

## Technische Daten
- Maximale Fluggeschwindigkeit: 720 km/h (0,7 Mach)[4]
- Einsatzgeschwindigkeit: 360 km/h (0,3 Mach)
- Maximale Flughöhe: ca. 5500 Meter (18.000 ft.)
- Flugdauer: ca. eine Stunde
- Länge: 1,73 m
- Höhe: 0,40 m
- Spannweite: 1,25 m
- Gefechtsgewicht: 35 kg
- Gefechtskopf: 6,0 kg
- Einsatzreichweite: 200 km +

Das Kamera-System des Marschflugkörpers soll über eine 2-Achsen-Stabilisierung verfügen. Außerdem soll die Kamera einen 36-fachen optischen Zoom haben.

## Zukünftige Nutzerstaaten
Türkei
- Türkische Streitkräfte

## Plattformen
- Bayraktar TB2[4]
- Bayraktar TB3
- Bayraktar Akıncı
- Bayraktar Kızılelma

## Vergleichbare Waffensysteme
- SOM (Marschflugkörper)
- Taurus (Marschflugkörper)
- Storm Shadow